# Lemniki
Lemniki (biał. Лемнікі, ros. Лемники) – wieś na Białorusi, w obwodzie grodzieńskim, w rejonie korelickim, w sielsowiecie Żuchowicze.